# Elektrooptični pojav
Elektrooptični pojav je fizikalni pojav, pri katerem pride do spremembe lomnega količnika snovi v statičnem ali počasi se spreminjajočem zunanjem električnem polju. Sam pojem vključuje vrsto različnih pojavov, med katerimi sta najpomembnejša Pockelsov ali linearni elektrooptični pojav in Kerrov ali kvadratični elektrooptični pojav.

## Pockelsov pojav
Pri Pockelsovem ali linearnem elektrooptičnem pojavu je sprememba lomnega količnika {\displaystyle n} sorazmerna električni poljski jakosti {\displaystyle E}: 
{\displaystyle n(E)\approx n-{\frac {1}{2}}\tau n^{3}E\!\,.}
Koeficient {\displaystyle \tau } imenujemo Pockelsov koeficient ali količnik linearnega elektrooptičnega odziva. Tipične vrednosti {\displaystyle \tau } so {\displaystyle 10^{-12}-10^{-10}m/V}, zato so tudi spremembe lomnega količnika majhne (za {\displaystyle E=10^{6}V/m} je sprememba lomnega količnika reda {\displaystyle 10^{-6}-10^{-4}}). V splošnem moramo namesto Pockelsovega koeficienta {\displaystyle \tau } uporabiti tenzor koeficientov, ki ustreza simetriji kristala.
Medij, za katerega velja zgornja linearna zveza, imenujemo tudi Pockelsov medij oziroma Pockelsova celica. Značilni predstavniki so nekateri za svetlobo transparentni kristali brez centra inverzije, na primer: {\displaystyle NH_{4}H_{2}PO_{4}} {\displaystyle (ADP)}, {\displaystyle KH_{2}PO_{4}} {\displaystyle (KDP)}, {\displaystyle LiNbO_{3}}, {\displaystyle LiTaO_{3}} in {\displaystyle CdTe}.

### Zgodovina
Poskuse z linearnim odzivom optično aktivnih snovi je prvi v kvarcu izvedel Wilhelm Conrad Röntgen, podrobneje pa se je z njimi ukvarjal nemški fizik Friedrich Carl Alwin Pockels (1865-1913), po katerem so pojav kasneje tudi poimenovali.

## Kerrov pojav
Pri Kerrovem ali kvadratičnem elektrooptičnem pojavu je sprememba lomnega količnika {\displaystyle n} sorazmerna kvadratu električne poljske jakosti {\displaystyle E}:
{\displaystyle n(E)\approx n-{\frac {1}{2}}sn^{3}E^{2}\!\,.}
Snovem s kvadratičnim odzivom rečemo Kerrovi mediji, oziroma Kerrove celice, in imajo center inverzije. Ta pojav opazimo v plinh, kapljevinah in nekaterih za svetlobo transparentnih kristalih.
Koeficient {\displaystyle s} imenujemo Kerrov koeficient ali količnik kvadratičnega elektrooptičnega odziva. Tipične vrednosti {\displaystyle s} znašajo {\displaystyle 10^{-18}-10^{-14}m^{2}/V^{2}} za kristale in {\displaystyle 10^{-22}-10^{-19}m^{2}/V^{2}} za tekočine. V splošnem moramo namesto Kerrovega koeficienta {\displaystyle s} uporabiti tenzor koeficientov, ki ustreza simetriji snovi.

### Zgodovina
Leta 1875 je škotski fizik John Kerr (1824-1907) odkril, da v zunanjem električnem polju določeni materiali izkazujejo enoosno dvolomno obnašanje. Ta pojav, poimenovan po odkritelju Kerrov pojav, ima kvadratno odvisnost od jakosti zunanjega električnega polja.

## Uporaba

### Elektrooptični modulatorji
Oba pojava uporabljamo pri izdelavi elektrooptičnih modulatorjev, kjer s pomočjo zunanjega električnega polja spreminjamo fazo, frekvenco ali amplitudo vpadne svetlobe.
Za izdelavo modulatorjev praviloma uporabimo dvolomen kristal. Amplitudni modulator izdelamo tako, da elektrooptični kristal, priključen na dve elektrodi, postavimo med dva linearna polarizatorja svetlobe. Intenziteta izhodnega signala je zaradi elektrooptičnega pojava in obeh polarizatorjev amplitudno modulirana, kar omogoča izdelavo hitrih (nanosekundnih) zaslonk, uporabo v pulznih laserskih resonatorjih in sestavljanje prostorskih elektrooptičnih modulatorjev, ki se uporabljajo v tekočekristalnih zaslonih. 

### Elektrooptični deflektorji
Za izdelavo elektrooptičnih deflektorjev uporabimo optične prizme, izdelane iz elektrooptičnih materialov. Lomni količnik je spremenjen zaradi Pockelsovega pojava, kar spremeni smer širjenja svetlobnega žarka znotraj prizme oziroma njegov odklon iz prvotne smeri. Prednost elektrooptičnih deflektorjev je njihov hitri odzivni čas, vendar je za doseganje zadovoljivih kotnih resolucij potrebna visoka napetost, kar jih naredi manj konkurenčne mehaničnim in akustooptičnim deflektorjem.